# Coenosmilia
Genre
Coenosmilia est un genre de coraux durs de la famille des Caryophylliidae.

## Liste d'espèces
Coenosmilia comprend, selon ITIS (27 juin 2015) et World Register of Marine Species (27 juin 2015), les espèces suivantes :
- Coenosmilia arbuscula De Pourtalès, 1874
- Coenosmilia inordinata Cairns, 1984